# Maarten Vandevoordt
Maarten Vandevoordt (Sint-Truiden, 26 de febrero de 2002) es un futbolista belga que juega en la demarcación de portero para el RasenBallsport Leipzig de la 1. Bundesliga.

## Biografía
Tras empezar a formarse como futbolista con el K. R. C. Genk, finalmente subió al primer equipo en la temporada 2018-19, aunque no fue hasta la temporada siguiente que llegó a debutar. Lo hizo el 24 de septiembre de 2019 en un encuentro de la Copa de Bélgica contra el KSK Ronse, disputando los 90 minutos en un encuentro que finalizó con un resultado de 0-3 a favor del conjunto de Genk.
El 12 de abril de 2022 el RasenBallsport Leipzig anunció su fichaje por cinco años, aunque su incorporación no se produciría hasta 2024.

## Clubes
| Club                   | País     | Año       | Partidos | Goles |
| ---------------------- | -------- | --------- | -------- | ----- |
| K. R. C. Genk          | Bélgica  | 2018-2024 | 169      | 0     |
| RasenBallsport Leipzig | Alemania | 2024-     | 12       | 0     |

## Palmarés

### Campeonatos nacionales
| Título                      | Club          | País    | Año  |
| --------------------------- | ------------- | ------- | ---- |
| Primera División de Bélgica | K. R. C. Genk | Bélgica | 2019 |
| Supercopa de Bélgica        | K. R. C. Genk | Bélgica | 2019 |
| Copa de Bélgica             | K. R. C. Genk | Bélgica | 2021 |